# FlatOut: Head On
FlatOut: Head On est un jeu vidéo de course sorti en 2008 sur PlayStation Portable. 
Le jeu a été développé par Bugbear Entertainment puis édité par Empire Interactive. C'est un portage de FlatOut: Ultimate Carnage sur Xbox 360 et PC (Windows).